# Sestercij
Sestercij je najveći brončani novac, što ga je kovao rimski senat od 23. pr. Kr. do 260. (od Augusta do Galijena). Masa mu je do Karakale 27-28 g, a poslije postupno opada do 20 g. Za Trajana Decija (248.—251.) kovao je senat iznimno i dvostruke sestercije mase 40,93 g, koji su kao posebnu osobinu imali zrakastu krunu na glavi cara, a polumjesec ispod poprsja carice.

## Poveznice
- Pregled novčanih kovova Rimskog Carstva